# Filip Clüver
Filip Clüver, niekiedy także: Klüver, łac. Philippus Cluverius (ur. 1580 w Gdańsku, zm. 31 grudnia 1622 w Lejdzie) – niemiecki geograf okresu odrodzenia, twórca geografii historycznej.

## Życie
Pochodził z rodziny patrycjuszowskiej zamieszkałej w Gdańsku (na ogół podaje się, że jego ojcem był kupiec Jakub Clüver, niektórzy sądzą jednak, że był nim brat Jakuba, Filip, kierownik i dzierżawca mennicy gdańskiej). W młodym wieku przebywał na dworze Zygmunta III oraz na dworze cesarskim w Pradze. W 1600 powrócił do Gdańska i rozpoczął naukę w Gimnazjum Akademickim. 1601 wstąpił na uniwersytet w Lejdzie, gdzie początkowo studiował prawo; pod wpływem Josepha Scaligera zwrócił się ku studiom nad światem starożytnym. Ponieważ ojciec, rozgniewany zmianą kierunku studiów, przestał go utrzymywać, udał się do Czech, gdzie służył w wojsku, jednak naraził się dworowi cesarskiemu. W l. 1607–13 sporo podróżował, był m.in. w Norwegii, Anglii, Francji, Niemczech i Szwajcarii. W Anglii ożenił się i napisał swoją pierwszą rozprawę naukową. 1615 osiedlił się w Lejdzie, gdzie w 1616 przyznano mu tytuł Geographus academicus wraz z pensją 500 florenów. W latach 1617–18 podróżował po Italii i Sycylii (w dużej mierze pieszo), co znacznie nadszarpnęło jego zdrowie. Po powrocie do Holandii oddał się intensywnej pracy naukowej. Wyczerpany pracą i gruźlicą, której nabawił się w Italii, zmarł w 42. roku życia.
Jest patronem tramwaju Pesa Swing 120NaG SWING Gdańskich Autobusów i Tramwajów o numerze bocznym 1030. W okresie Wolnego Miasta Gdańska imię Clüvera (Clüverstraße) nosiła obecna ulica Jana Dantyszka w Gdańsku-Aniołkach.

## Spuścizna naukowa

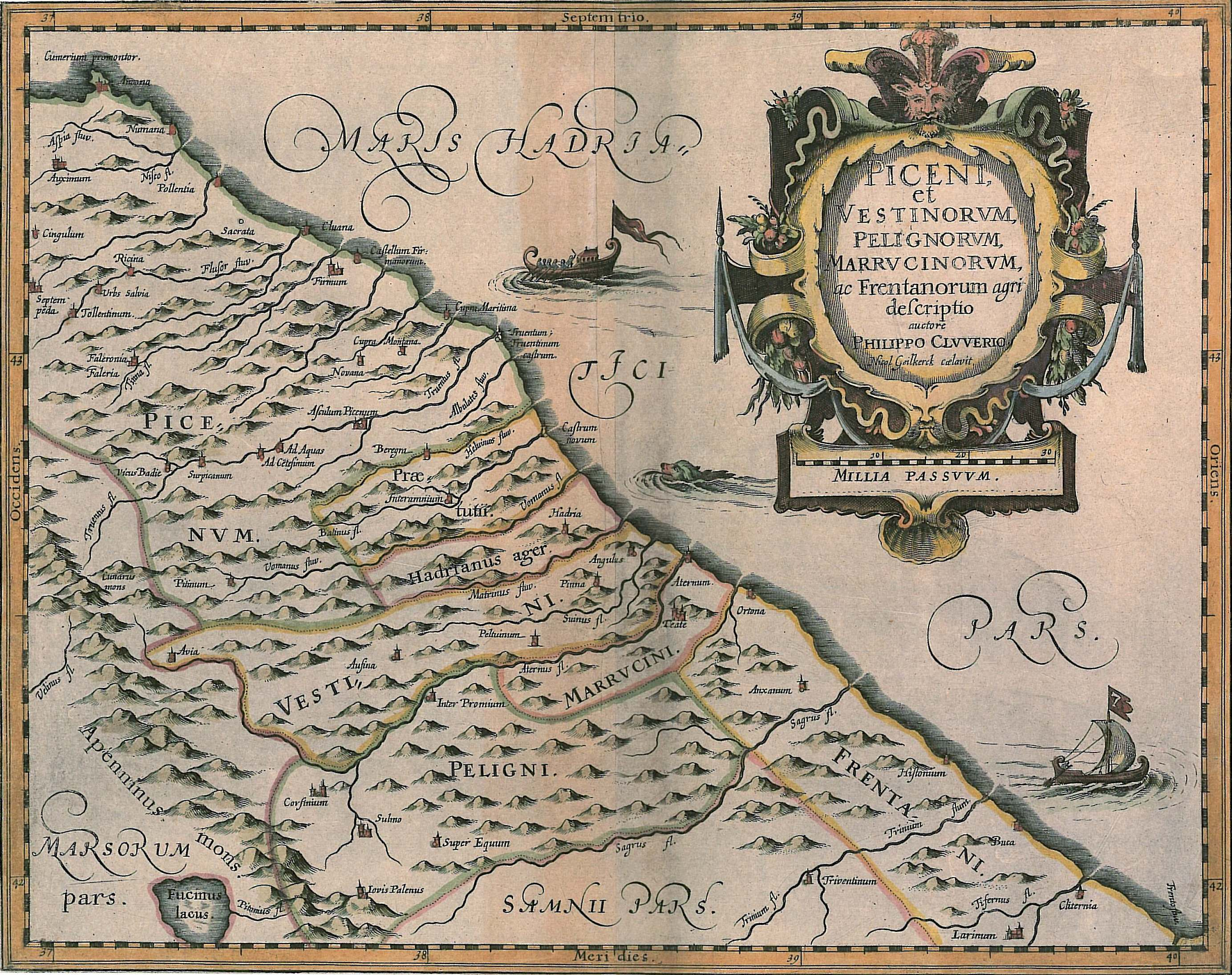
Jedna z map wchodzących w skład dzieła Clüvera Italia antiqua, Lugduni Batavorum, Elsevier, 1624

- Pierwsza praca Clüvera, Comentarius de tribus Rheni alveis et ostiis (Opis trzech odcinków ujściowych, a także brzegów Renu), wydana 1611 w Lejdzie, opisywała starożytną Holandię i pięć niegdyś ją zamieszkujących narodów.
- Rozgłos i uznanie przyniosło mu obszerne dzieło Germania antiqua, wydane w 1616. Był to opis starożytnej Germanii, pierwsze tego rodzaju opracowanie w nauce. Miał to być w zamyśle komentarz do dzieła Tacyta De origine et situ Germanorum, jednak Clüver omówił w nim nie tylko zagadnienia topograficzne, ale też porównał przekazy starożytne z własnymi obserwacjami; pomieścił ponadto szereg materiału z zakresu osadnictwa, religii i obyczajów. Zajął się także wyznaczeniem wschodniej granicy Europy, którą przesunął dalej na wschód niż ówcześnie sądzono, w międzyrzecze Donu i Wołgi, a dalej środkowym biegiem Wołgi i Kamy, pasmem Uralu i do ujścia rzeki Ob. Włączył w ten sposób jako pierwszy autor w granice Europy obszar Wielkiego Księstwa Moskiewskiego; biografowie Clüvera sądzą, że do takiego poglądu przyczyniły się informacje o Europie wschodniej, które przyswoił on sobie w młodości na dworze Zygmunta III. Dedykując to dzieło rajcom rodzinnego Gdańska napisał: Najbardziej pociąga nas miłość do tej ziemi, na której po raz pierwszy ujrzeliśmy światło dzienne, gdzie ciało otrzymało pierwsze pożywienie, a duch pierwszą wiedzę[3].
- Plonem podróży po Włoszech są dzieła Sicilia antiqua item Sardinia et Corsica (1619) oraz zwłaszcza Italia antiqua (wydana pośmiertnie 1624). Przed ich napisaniem przewertował niemal wszystkie dzieła geografów greckich i rzymskich, przy czym wielką jego zasługą jest krytyczne podejście do słabych i fałszywych przekazów źródłowych.

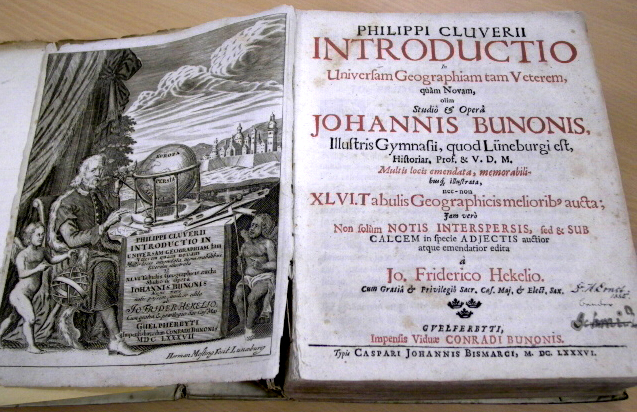
Philippi Cluverii Introductio In Universam Geographiam tam Veteram quam Novam, wydanie z 1686 r.

- Pośmiertnie 1624 wyszło także kompendium Introductionis in universam geographiam tam veteram quam novam libri VI (Wprowadzenia do geografii powszechnej tak starej jak nowej ksiąg sześć). Wielokrotnie wznawiane (ostatnie wydanie Amsterdam, 1729 r.), tłumaczone na kilka języków, dzieło to było przez ponad 100 lat najważniejszym i powszechnie używanym podręcznikiem geografii w szkołach i uniwersytetach całej Europy.